# Гулоу (Нанкин)
Гуло́у (кит. упр. 鼓楼, пиньинь Gǔlóu) — район городского подчинения города субпровинциального значения Нанкин провинции Цзянсу (КНР). Название района означает «Башня барабана» и дано в честь находящейся на его территории башни эпохи империи Мин, с которой ударами в барабан отмечали время.

## История
В 333 году до н. э. чуский Вэй-ван разгромил в этих местах юэсцев, и дал местности в районе горы Шитоушань название «область Цзиньлин» (金陵邑). После образования империи Цинь император Цинь Шихуан во время поездки на восток в 210 году до н. э. учредил на её месте уезд Молин (秣陵县), а также создал уезд Цзянчэн (江乘县).
В последние годы империи Хань уский ван Сунь Цюань в 211 году перенёс свою резиденцию из Цзинкоу в Молин, а на следующий год переименовал Молин в Цзянье. После объединения страны в империю Цзинь Цзянье был вновь переименован в Молин, и в последующие эпохи названия «Молин» и «Цзянье» чередовались. После эпохи империй Суй и Тан Цзянькан потерял свой статус, и статус административных единиц, чьи органы власти размещались здесь, также стал понижаться: от областей и округов до уездов. Во времена империи Мин была сооружена городская стена Нанкина; часть этих земель оказалась внутри города, а часть — вне его. К моменту перехода этих земель под власть империи Цин они находились в составе уездов Цзяннин (江宁县) и Шанъюань (上元县).
В 1933 году в этих местах были образованы Район № 6 (на основе городской территории) и Район № 7 (на основе земель, ранее входивших в состав уезда Цзяннин). В годы Второй мировой войны на территории Района № 6 размещалось марионеточное правительство Китая. В 1950 году Район № 6 был переименован в Район № 5, а Район № 7 — в Район № 6. В 1955 году Район № 5 был переименован в район Гулоу, а Район № 6 — в район Сягуань (下关区). В 1967 году район Сягуань был переименован в район Дунфанхун (东方红区), но в 1973 году ему было возвращено прежнее название.
В 2013 году район Сягуань был присоединён к району Гулоу.

## Административное деление
Район делится на 13 уличных комитетов.